# American Music Awards 1985
Die zwölften American Music Awards wurden von der American Broadcasting Company (ABC) am 28. Januar 1985 ausgestrahlt. Die Veranstaltung fand im Shrine Auditorium in Los Angeles, Kalifornien statt. Moderator war Lionel Richie.

## Gewinner und Nominierte
| Kategorie                                     | Gewinner                                            | Nominierungen                                                                                       |
| --------------------------------------------- | --------------------------------------------------- | --------------------------------------------------------------------------------------------------- |
| Pop/Rock Category                             |                                                     | |
| Favorite Pop/Rock Male Artist                 | Lionel Richie                                       | Prince Bruce Springsteen                                                                            |
| Favorite Pop/Rock Female Artist               | Cyndi Lauper                                        | Madonna Linda Ronstadt                                                                              |
| Favorite Pop/Rock Band/Duo/Group              | Daryl Hall & John Oates                             | Huey Lewis and the News Van Halen                                                                   |
| Favorite Pop/Rock Album                       | Prince – Purple Rain                                | Michael Jackson – Thriller Lionel Richie – Can’t Slow Down                                          |
| Favorite Pop/Rock Song                        | Bruce Springsteen – Dancing in the Dark             | Prince – When Doves Cry Tina Turner – What’s Love Got to Do with It                                 |
| Favorite Pop/Rock Video                       | Lionel Richie – Hello                               | Ray Parker Jr. – Ghostbusters Prince – When Doves Cry                                               |
| Favorite Pop/Rock Male Video Artist           | Lionel Richie                                       | Prince Bruce Springsteen                                                                            |
| Favorite Pop/Rock Female Video Artist         | Cyndi Lauper                                        | Laura Branigan Tina Turner                                                                          |
| Favorite Pop/Rock Band/Duo/Group Video Artist | Huey Lewis and the News                             | Culture Club Duran Duran                                                                            |
| Soul/R&B Category                             |                                                     | |
| Favorite Soul/R&B Male Artist                 | Lionel Richie                                       | Michael Jackson Prince                                                                              |
| Favorite Soul/R&B Female Artist               | Tina Turner                                         | Sheila E. Chaka Khan                                                                                |
| Favorite Soul/R&B Band/Duo/Group              | The Pointer Sisters                                 | The Time Kool & The Gang                                                                            |
| Favorite Soul/R&B Album                       | Prince – Purple Rain                                | Michael Jackson – Thriller Lionel Richie – Can’t Slow Down                                          |
| Favorite Soul/R&B Song                        | Prince – When Doves Cry                             | Billy Ocean – Caribbean Queen (No More Love on the Run) Tina Turner – What’s Love Got to Do with It |
| Favorite Soul/R&B Video                       | Lionel Richie – Hello                               | Ray Parker Jr. – Ghostbusters Prince – When Doves Cry                                               |
| Favorite Soul/R&B Male Video Artist           | Lionel Richie                                       | Ray Parker Jr. Prince                                                                               |
| Favorite Soul/R&B Female Video Artist         | Tina Turner                                         | Sheila E. Chaka Khan                                                                                |
| Favorite Soul/R&B Band/Duo/Group Video Artist | The Pointer Sisters                                 | Kool & The Gang The Time                                                                            |
| Country Category                              |                                                     | |
| Favorite Country Male Artist                  | Kenny Rogers                                        | Ricky Skaggs Hank Williams Jr.                                                                      |
| Favorite Country Female Artist                | Barbara Mandrell                                    | Anne Murray Dolly Parton                                                                            |
| Favorite Country Band/Duo/Group               | Alabama                                             | The Oak Ridge Boys The Statler Brothers                                                             |
| Favorite Country Album                        | Kenny Rogers – Eyes That See in the Dark            | Alabama – Roll On Ricky Skaggs – Don’t Cheat in Our Hometown                                        |
| Favorite Country Song                         | Kenny Rogers & Dolly Parton – Islands in the Stream | The Judds – Mama He’s Crazy Anne Murray – A Little Good News                                        |
| Favorite Country Video                        | Anne Murray – A Little Good News                    | Willie Nelson – Tougher Than Leather The Statler Brothers – Elizabeth                               |
| Favorite Country Male Video Artist            | Willie Nelson                                       | Waylon Jennings Hank Williams Jr.                                                                   |
| Favorite Country Female Video Artist          | Anne Murray                                         | Gus Hardin Charly McClain                                                                           |
| Favorite Country Band/Duo/Group Video Artist  | The Oak Ridge Boys                                  | The Statler Brothers Hank Williams Jr. & Waylon Jennings                                            |
| Ehrenpreis                                    |                                                     | |
| Loretta Lynn                                  |                                                     | |